# سید ابراهیم رئیسی در انتخابات ریاست‌جمهوری ایران (۱۴۰۰)
سید ابراهیم رئیسی برای سیزدهمین انتخابات ریاست جمهوری در تاریخ ۴ خرداد ۱۴۰۰ از سوی شورای نگهبان جهت ورود به انتخابات ریاست جمهوری تأیید صلاحیت شد. وی نامزد مورد حمایت جبههٔ پایداری است و همچنین جامعتین و جمنا نیز در انتخابات از او حمایت کرده‌اند و سرانجام در تاریخ ۲۸ خرداد ۱۴۰۰ با ۱۸ میلیون و ۲۱ هزار و ۹۴۵ رای، رئیس‌جمهور منتخب شد.
رئیسی در انتخابات دوره دوازدهم نیز برای اولین بار در انتخابات ریاست جمهوری شرکت کرد. وی نامزد مورد حمایت جبههٔ پایداری و جناح اصولگرایان بوده‌است. همچنین بعضی از احزاب و گروه‌های اصلاح‌طلب نیز از وی حمایت نموده‌اند.

## ثبت نام

### نام‌نویسی
وی در تاریخ ۲۵ اردیبهشت ۱۴۰۰، آخرین روز ثبت نام انتخابات ریاست‌جمهوری ایران (۱۴۰۰)، با حضور در وزارت کشور، به‌منظور کاندیداتوری در انتخابات ریاست‌جمهوری ثبت نام کرد. رئیسی همزمان با نام‌نویسی در انتخابات ۱۴۰۰، ریاست قوه قضائیه ایران را بر عهده داشت. وی بعد از تأیید صلاحیت هم همچنان بر ریاست خود در قوه قضائیه ادامه داد و همچنین کاندیدای انتخابات دوره سیزدهم قوه مجریه بود.

### تأیید صلاحیت
صلاحیت رئیسی روز ۴ خرداد ۱۴۰۰ ازسوی شورای نگهبان برای نامزدی سیزدهمین دورهٔ انتخابات ریاست‌جمهوری احراز شد. وی بعد از تأیید صلاحیت با توجه به رد صلاحیت‌ها توسط شورای نگهبان و تک قطبی شدن جریان انتخابات گفت «از زمانی که [نتایج بررسی صلاحیت‌ها] را شنیدم، در حال رایزنی هستم تا یک صحنه مشارکتی و رقابتی در انتخابات شکل بگیرد.»

## تبلیغات و ستادهای انتخاباتی
با توجه به اتخاذ برای چگونگی برگزاری تبلیغات نامزدها در شرایط کرونا از سوی ستاد مقابله با کرونا تجمعات در فضای سر بسته ممنوع و در فضای باز الزاماً باید در هر ۸ متر مربع یک نفر حضور داشته باشد. حامیان رئیسی در این دوره از انتخابات با گردهمایی‌هایی با حضور برخی از مسئولین مانند سعید محمد، کاندیدای تأیید صلاحیت نشده از سوی شورای نگهبان برگزار شده‌است.

## ستادانتخاباتی ابراهیم رئیسی
ابراهیم رئیسی در روز ثبت نام برای انتخابات ریاست جمهوری گفته بود که امکانات مالی و توانایی برای تشکیل ستاد ندارد واز مردم خواست تا خانه‌هایشان را برای او ستاد انتخاباتی کنندبا این حال، علی نیکزاد به عنوان رئیس شورای هماهنگی ستادهای مردمی ابراهیم رئیسی انتخاب شد و مهدی دوستی هم به عنوان سخنگوی این ستاد معرفی شد

### ۱۴ خرداد ۱۴۰۰
در گردهمایی ۱۴ خرداد در شهرستان ابهر، در این گردهمایی سعید محمد، از نامزدهای احراز صلاحیت نشده از سوی شورای نگهبان با بیان اینکه رئیسی را اصلح تر دانست و گفت: «دولت روحانی نتوانست در هشت سال گذشته مشکلات کشور را حداقل در یکی از زمینه‌های فرهنگی، اقتصادی، اجتماعی یا بین‌المللی رفع کند.»

«آن چیز که سبب بروز مشکلات در کشور شده سوءمدیریت و تفکر لیبرالی مسئولان است. ایشان تمام شاخصه‌های گزینه اصلح در نزد مقام معظم رهبری را دارند. معتقدم تشکیل دولت جوان انقلابی و تغییر نسل مدیریتی می‌تواند کشور را با شتاب بیشتری به پیش ببرد.»

سعید محمد، گردهمایی حامیان رئیسی، ۱۴ خرداد ۱۴۰۰

اجتماع حامیان سید ابراهیم رئیسی در ابهر، ۱۴ خرداد

### ۲۰ خرداد ۱۴۰۰
رئیسی در ۲۰ خرداد، در سفر تبلیغاتی خود به اهواز رفت و از مناطق محروم و با خانواده شهیدان دیدار کرد. وی ساعت هشت شب در ورزشگاه تختی اهواز با هوادارن خود دیدار کرد. این مراسم بازخورد بسیاری در رسانه‌ها داشت، زیرا با قوانین ستاد مقابله با کرونا مبنی بر اینکه در هر ۸ متر مربع یک نفر حضور داشته باشد، مغایرت داشت و این قوانین از سوی ستاد انتخاباتی وی نقض شد. این گردهمایی با شرایط غیراستاندارد و ازدحام جمعیت در حالی برگزار شده‌است که رئیس مرکز بهداشت خوزستان از احتمال بازگشت وضعیت قرمز کرونا در برخی شهرهای این استان خبر داده‌است.

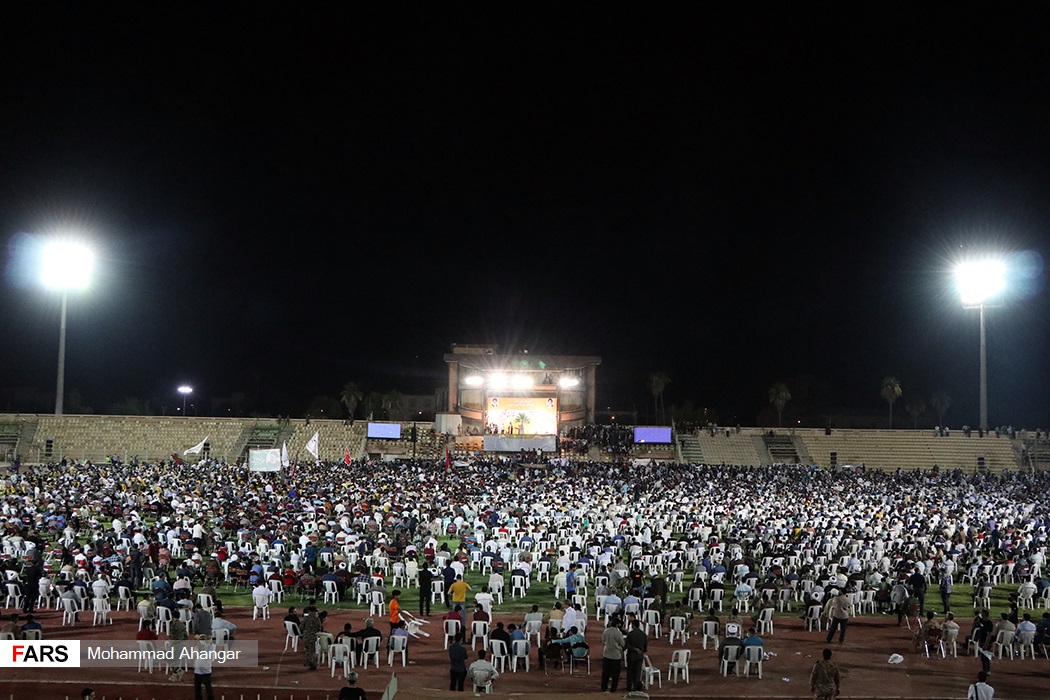
دیدار انتخاباتی رئیسی در اهواز همزمان با شیوع کرونا

### برنامه‌ها در صدا و سیما
رئیسی در گفت و گوی ویژه خبری ۱۲ خرداد ماه، اظهار داشت دولت مردم را به بورس دعوت کرد، اما کارهایی را که باید انجام می‌شد، انجام ندادند. وی دربارهٔ تأمین منابع جبران خسارت برای سهامداران بورس نیز گفت: «ما صندوق توسعه ملی و صندوق تثبیت داریم و در جلسه شورای عالی اقتصادی این بحث مطرح شد و مبالغی وجود دارد و جایی که پیشنهاد کردند که پیگیری شود و در واقع این مبلغ صندوق قابل تأمین است به نحوی که دولت بتواند خسارت را جبران کند.» وی در بخشی از گفته‌هایش اشاره بر این داشت که دولت وی تمام موارد و قراردادها شفاف را بیان می‌کند به غیر از مسائل امنیتی محرمانه را نمی‌توان منتشر کرد. همچنین مسکن را بخش پیشران اقتصاد کشور معرفی کرد و وعده داد برای خانوارهای کم درآمد هم هزینه مسکن و سلامت را باید کاهش دهیم تا فشار هزینه‌ها کاهش یابد و فضای کسب و کار مردم مهم است و باید اشتغال ایجاد کنیم.

## برنامه‌ها و وعده‌ها
وی در سخنرانی‌های و برنامه‌های رادیویی و تلویزیونی خود برنامه‌های مهم خود را به شرح زیر عنوان کرده‌است:
- تولید اولویت نخست ما است و برنامه‌ریزی خواهیم کرد نقدینگی به طرف تولید برود.[۱۶]
- شفافیت و صداقت با مردم که بعضی شعارش را می‌دهند را ما بنا داریم در حوزه تصمیم‌گیری و اجرا به‌وجود آوریم.[۱۷]
- ظرفیت خالی اقتصادی کشور را که ۷۰ درصدش خالی است فعال و یک میلیون شغل ایجاد می‌کنیم.[۱۸]
- یکی از مسائلی که مدنظر دارم، تیم اقتصادی هماهنگ است.[۱۹]
- می‌توان تورم را تک رقمی کرد.[۲۰]
- می‌توانیم هزینه درمانی را تا ۵۰ درصد کاهش دهیم.[۲۱]
- باید استفاده از اینترنت برای دهک‌های پایین رایگان شود.[۲۲]
- طی ۴ سال ۴ میلیون واحد مسکونی می‌توان ساخت.[۲۳]
- کاهش جدی میزان قاچاق
- اجرای سیستم هوشمند مالیاتی برای شفافیت روند اقتصادی
- قطع وابستگی سفره مردم به خارج و تکانه‌ها[۲۴]

خط مشی‌های اعلام شده از سوی رئیسی در حوزه سیاست خارجی کلی و عاری از جزئیات بوده‌است. محتمل است او به‌طور کامل پایبند به رهبری، نسبت به آمریکا عمیقاً بدگمان، و بسیار نزدیک به سپاه پاسداران باشد. او گفته تعامل با جهان، مخصوصاً با همسایگان، اولویت او خواهد بود. او در یکی از مناظرات روشن کرد که در صورت انتخاب، برجام را پیاده خواهد کرد. برخلاف روحانی، انتظار نمی‌رود رئیسی حامی سرمایه‌گذاری بزرگ غربی در ایران باشد. علی باقری و حسین امیرعبداللهیان که به رئیسی در زمینه سیاست خارجی مشاوره می‌دهند، دیدگاه‌های تهاجمی دارند.

## مناظرات انتخاباتی

### دور اول مناظرات (۱۵ خرداد)

#### شش کلاس سواد
در نخستین دور مناظرات انتخاباتی بین نامزدها که در ۱۵ خرداد برگزار شد، محسن مهرعلیزاده از رئیسی خواست با توجه به آنکه تنها شش کلاس سواد کلاسیک دارد و تحصیلات او حوزوی است و توانایی اداره کشور را ندارد، به قوه قضاییه بازگردد. رئیسی در پاسخ دو نامزد منتقدش، همتی و مهرعلیزاده را به اهانت متهم کرد و گفت مدرک تحصیلی او موجود است. او از نامزدها خواست که اهانت نکنند: «از این همه تهمت زدن و اهانت کردن خسته نشدید؟ اگر مشکلات مردم با اهانت به من حل می‌شود، اشکالی ندارد.» در بخشی از اولین مناظره گفت که در زمان ریاستش بر قوه قضائیه هیچ وب‌سایت و روزنامه‌ای را نبسته و از کسی شکایت نکرده‌است در حالی که در دوران ریاست ابراهیم رئیسی علاوه بر فیلتر شدن چند پیام‌رسان و سایت دانلود فیلم، تعدادی از روزنامه‌نگاران هم بازداشت یا احضار شده‌اند.
او با تأکید بر حمایت از توسعه اینترنت گفت: «ما در فضای مجازی عقب هستیم. زیرساخت‌ها مشکل دارد. من از بچه‌ها سؤال می‌کنم 'شما دارید گیم بازی می‌کنید چقدر وسط بازی حالتان گرفته می‌شود؟' معلوم است زیرساخت‌ها درست نیست و باید کامل شود.» او گفت خودش در فضای مجازی با کاربران در ارتباط است و دو میلیون فالوئر دارد.

#### سندرم پست بی‌قرار
در نخستین دور مناظرات انتخاباتی بین نامزدها که در ۱۵ خرداد برگزار شد، محسن مهرعلیزاده خطاب به رئیسی گفت که مردم می‌گویند که او به سندرم پست بی‌قرار مبتلاست و در هیچ پستی بیش از چند ماه باقی نمی‌ماند. مسئله باقی ماندن او در مقام رئیس قوه قضاییه با وجود شرکت در انتخابات نیز چالش دیگر مناظره بود. رئیسی هیچ توضیحی در این زمینه نداد و مدعی شد که آمدنش خواست عموم مردم بوده و از مهرعلیزاده پرسید: «چرا از اقبال مردم به من ناراحتید؟»

#### درخواست از صدا و سیما برای پاسخگویی به اظهارات همتی و مهرعلیزاده
محمدمهدی اسماعیلی سخنگوی ستاد رئیسی در نامه‌ای خطاب به کمیته تبلیغات انتخابات صدا و سیما خواستار اختصاص زمان برای پاسخگویی به اظهارات عبدالناصر همتی و محسن مهرعلیزاده در اولین دوره از مناظرات انتخاباتی شد. صدا و سیما بعد از بررسی اعتراض ستاد انتخاباتی رئیسی وارد دانسته و مدت ۵ دقیقه زمان جهت پاسخگویی برای وی منظور خواهد شد. عبدالناصر همتی بعد از این اتفاق در توییتر خود نوشت:
در جریان مناظره، نامزدهای پوششی به همراه نامزد اصلی، ۲۹ بار با بردن اسم بنده به من تهمت زدند. با توجه به اینکه به رقیب اصلی بنده ۵ دقیقه فرصت اضافی داده شد، بنابر محاسبات انجام شده باید ۲۰ دقیقه فرصت اضافی برای پاسخگویی به بنده هم اختصاص یابد.
رئیسی در ۱۸ خرداد پیش از برگزاری مناظره دوم گفت از فرصت ۵ دقیقه جبرانی استفاده نخواهد کرد.

### دور دوم مناظرات (۱۸ خرداد)
در دومین دور مناظرات انتخاباتی، رئیسی در همان ابتدای سخنان خود از مدرک تحصیلی خود دفاع کرد و اظهارات مهرعلیزاده در مناظره اول دربارهٔ شش کلاس سواد خود را رد کرد و گفت که مدرک دکتری خود را در شبکه‌های اجتماعی منتشر کرده‌است. در مقابل مهرعلیزاده گفت که به رئیسی توهین نکرده‌است و سخنانش مبنی بر شش کلاس سواد آکادمیک درست بوده‌است. وی با کنایه به همتی گفت: «آذری‌زبان‌های عزیز از استان‌های ترک‌نشین، بسیار بنده را مورد محبت قرار دادند و من مثل همیشه از لطف و عنایت آن‌ها مثل تشکر می‌کنم.» مهرعلیزاده در واکنش به اشتباه رئیسی گفت ترک‌زبان درست است نه آذری‌زبان. وی در واکنش به نقدهایی که از خود می‌شد با اشاره بر مناظرات سال ۹۶ گفت در همین سالنِ مناظره در دوره قبل به من اهانت شد ولی از کسی شکایت نکردم و رقیبان سال‌های قبل ما که این آقایان کارمند آن‌ها محسوب می‌شوند از بیش از ۲۰۰ نفر شکایت کردند و بنده با اینکه می‌توانستم اما از هیچ‌کس شکایت نکردم.

## نتایج

### نظرسنجی‌ها
با توجه به نارضایتی‌های مردم نسبت به حاکمیت و محدود سازی نامزدان تأیید شده از سوی شورای نگهبان، اقبال مردم برای شرکت در انتخابات بسیار کم شده‌است. از همین جهت از همان ابتدا در نظرسنجی‌های مختلف بعد از تعداد کسانی که رای نمی‌دهند، ابراهیم رئیسی مقبولیت بیشتری نیز نسبت به باقی کاندیدها داشت.

#### پیش از اعلام شورای نگهبان
قبل از انتشار اسامی از سوی شورای نگهبان، اصلی‌ترین رقیب رئیسی، محمود احمدی‌نژاد بوده‌است. در نظرسنجی ایران اینترنشنال از از حدود ۲۰۰۰ نفر از پرسش کنندگان، تنها ۲۷ درصد رای خواهند داد و در این ۲۷٪، ۲۹٫۶٪ به ابراهیم رئیسی و ۲۹٫۴٪ اعلام کردند به محمود احمدی‌نژاد رای خواهند داد، که نشان دهنده رقابت تنگاتنگ بین رئیسی و احمدی‌نژاد است.

#### پس از اعلام شورای نگهبان
طبق نظرسنجی ایسپا از حدود ۵۵۰۰ نفر از واجدین شرایط در تاریخ ۱۱ خرداد ماه، تنها ۳۴٪ اعلام کردند در انتخابات شرکت خواهد کردند و در این بین ۴۸٫۱٪ رئیسی را برگزیده اند. بعد از مناظره اول انتخاباتی که در تاریخ ۱۵ خرداد برگزار شد، عبدالناصر همتی پیشرفت چشم‌گیری داشت و رقیب اصلی رئیسی در این دوره از انتخابات شد.

## حامیان

### تشکل‌ها
- جبهه پایداری انقلاب اسلامی[۳۳]
- حزب موتلفه اسلامی[۳۴]
- جامعه مدرسین حوزه علمیه قم / جامعه روحانیت مبارز[۳۵]
- جبهه ایران اسلامی[۳۶]
- شورای هم‌اندیشی اهل‌سنت ایران[۳۷]

### افراد

#### سیاستمداران
- حداد عادل رئیس شورای ائتلاف نیروهای انقلاب و رئیس فرهنگستان زبان و ادب فارسی[۳۸]
- سعید محمد مشاور فرمانده کل سپاه پاسداران، فرمانده پیشین قرارگاه سازندگی خاتم‌الانبیاء و همچنین نامزد انتخابات ۱۴۰۰ که تأیید صلاحیت نشد.[۳۹]
- محمدرضا باهنر عضو حقیقی مجمع تشخیص مصلحت نظام[۴۰]
- علیرضا افشار رئیس سابق مرکز امور اجتماعی وزارت کشور
- سید محمدحسن ابوترابی‌فرد نایب رئیس اول سابق مجلس شورای اسلامی
- محمود بهمنی رئیس کل سابق بانک مرکزی ایران
- اسدالله بادامچیان دبیرکل حزب مؤتلفه اسلامی
- الهام امین‌زاده دستیار سابق رئیس‌جمهور در امور حقوق شهروندی
- سید علینقی خاموشی رئیس بنیاد مستضعفان انقلاب اسلامی
- مهرداد بذرپاش رئیس دیوان محاسبات کشور
- سید محمدرضا میرتاج‌الدینی معاون سابق امور مجلس رئیس‌جمهور
- رسول جماعتی مالوانی نماینده دوره دهم مجلس شورای اسلامی
- محمدحسن آصفری نمایندهٔ دورهٔ نهم و یازدهم مجلس شورای اسلامی
- لاله افتخاری نماینده دوره‌های هفتم و هشتم و نهم مجلس شورای اسلامی
- عباس شیبانی عضو پیشین مجلس شورای اسلامی و شورای شهر تهران
- حسن غفوری‌فرد دبیرکل جامعه اسلامی ورزشکاران، عضو سابق شورای مرکزی حزب مؤتلفه اسلامی
- فاطمه آجرلو نماینده دوره هفتم و دوره هشتم مجلس شورای اسلامی
- فاطمه آلیا نماینده دوره‌های هفتم، هشتم و نهم مجلس شورای اسلامی
- سید شهاب‌الدین صدر رئیس سازمان نظام پزشکی تهران
- ابراهیم آقامحمدی نماینده دوره نهم مجلس شورای اسلامی
- قدرتعلی حشمتیان نماینده دوره پنجم مجلس شورای اسلامی
- هدایت‌الله خادمی مدیرعامل حفاری شمال
- سید علی‌اکبر طاهایی استاندار سابق مازندران، گیلان و قزوین
- سید طاهر طاهری استاندار البرز
- ارسلان فتحی‌پور مشاور سابق وزیراقتصاد و دارایی
- عبدالوحید فیاضی نماینده دوره نهم مجلس شورای اسلامی
- محمد شاهی عربلو نماینده دوره هفتم و هشتم مجلس شورای اسلامی
- ناصر سودانی نماینده دوره هفتم و هشتم و نهم مجلس شورای اسلامی
- پرویز سروری عضو شورای شهر تهران و نماینده دوره هفتم و هشتم مجلس شورای اسلامی
- سید علی ریاض قائم مقام معاون حقوقی سابق امور مجلس رئیس‌جمهور
- شهروز افخمی نمایندهٔ دورهٔ نهم مجلس شورای اسلامی
- هاجر تحریری نیک‌صفت نماینده دوره هفتم مجلس شورای اسلامی
- رشید جلالی جعفری نماینده دوره هفتم مجلس شورای اسلامی
- فتح‌الله حسنوند نماینده دوره هفتم مجلس شورای اسلامی
- نورالله حیدری دستنائی نماینده دورهٔ هشتم مجلس شورای اسلامی
- حسن خسته‌بند رایزن بازرگانی جمهوری اسلامی ایران در فدراسیون روسیه
- عزت‌الله دهقانی رئیس سابق سازمان بازنشسنگی کل کشور
- سید جواد زمانی مدیرکل پارلمانی اتاق بازرگانی
- عبدالله سامری نماینده دوره هفتم و نهم مجلس شورای اسلامی
- رضا شیران خراسانی مشاور عالی سابق وزیر کشور در حوزه بازرسی
- طیبه صفایی نماینده دوره هشتم مجلس شورای اسلامی
- عبدالله سامری نماینده دوره نهم و دهم مجلس شورای اسلامی

#### مقامات سابق اجرایی

##### وزیران سابق
- محمدرضا اسکندری وزیر سابق جهاد کشاورزی در دولت نهم[۴۱]
- رضا رحمانی وزیر سابق صمت در دولت یازدهم[۴۲]
- سید محمد حسینی وزیر سابق فرهنگ و ارشاد اسلامی در دولت دهم[۴۳]
- علی نیکزاد وزیر سابق راه و شهرسازی و وزیر مسکن و شهرسازی در دولت دهم[۴۴]
- حمیدرضا حاجی‌بابایی وزیر سابق آموزش و پرورش در دولت دهم[۴۵]

#### روحانیون
- محمدعلی موحدی کرمانی عضو مجمع تشخیص مصلحت نظام و نایب رئیس دوم مجلس خبرگان رهبری[۴۶]
- سید محمدمهدی میرباقری رئیس فرهنگستان علوم اسلامی قم
- فخرالدین موسوی ننه‌کرانی عضو مجلس خبرگان رهبری
- مرتضی مقتدایی مدیر شورای عالی حوزه علمیه قم
- احمد سالک کاشانی عضو سابق حزب جمهوری اسلامی و عضو جامعه روحانیت مبارز
- عبدالمحمود عبداللهی نماینده مجلس خبرگان رهبری
- سید محمدعلی موسوی جزایری روحانی و نماینده مجلس خبرگان رهبری
- سید محسن سعیدی گلپایگانی نماینده مجلس خبرگان رهبری
- محمد امامی کاشانی نماینده مجلس خبرگان رهبری و امام جمعه موقت تهران
- حسن عالمی نماینده مجلس خبرگان رهبری
- علی شفیعی نماینده مجلس خبرگان رهبری
- محمد ابوالقاسمی نماینده مجلس خبرگان رهبری
- فائق رستمی امام جمعه شهر سنندج و نماینده مجلس خبرگان رهبری
- سید فضل‌الله موسوی عضو حقوقدان شورای نگهبان
- سید رحیم توکل فقیه و نماینده مجلس خبرگان رهبری
- هاشم نیازی نماینده مجلس خبرگان رهبری
- سید عبدالهادی حسینی شاهرودی نماینده مجلس خبرگان رهبری
- محمد بهرامی خوشکار نماینده مجلس خبرگان رهبری
- محسن حیدری آل‌کثیر نماینده مجلس خبرگان رهبری
- احمد بهشتی نماینده مجلس خبرگان رهبری
- سید علی‌اصغر دستغیب فقبه و عضو مجلس خبرگان رهبری
- مجید تلخابی نماینده مجلس خبرگان رهبری
- امان نریمانی نماینده مجلس خبرگان رهبری
- سید محمد حسینی شاهرودی نماینده مجلس خبرگان رهبری و مسئول مرکز بزرگ اسلامی غرب
- محسن اراکی فقیه و عضو جامعه مدرسین حوزه علمیه قم
- سید مصطفی موسوی فراز نماینده مجلس خبرگان رهبری
- میرقسمت موسوی‌اصل عضو کمیسیون آموزش و تحقیقات مجلس شورای اسلامی
- سید کاظم موسوی مشاور وزیر دادگستری در امور ایثارگران
- رضا آشتیانی عراقی عضو جامعه مدرسین حوزه علمیه قم
- عبدالحسین خسروپناه رئیس سابق مؤسسهٔ پژوهشی حکمت و فلسفهٔ ایران
- علی نظری منفرد خطیب و واعظ

#### هنرمندان[۴۷]
- شهره قمر بازیگر
- ابراهیم اصغری تهیه‌کننده
- ابراهیم مرادی فیلم‌نامه‌نویس و کارگردان
- احمد نجفی بازیگر و کارگردان
- جلیل فرجاد بازیگر
- جمال شورجه کارگردان و نویسنده
- جهانبخش سلطانی بازیگر
- جهانگیر الماسی بازیگر
- جواد اردکانی کارگردان و نویسنده
- جواد شمقدری کارگردان و فیلمنامه‌نویس
- حامد عزیزی صداپیشه
- حامد محمدی کارگردان و فیلمنامه‌نویس
- حبیب‌الله بهمنی کارگردان
- حسام نواب صفوی بازیگر[۴۸]
- حسن کاربخش تهیه‌کننده و کارگردان
- حمید بهمنی کارگردان و نویسنده
- رضا ایرانمنش بازیگر
- رضا برجی فیلمبردار و عکاس
- روح‌الله برادری مجری طرح
- سعید سعدی تهیه‌کننده
- سید محمد میرزمانی آهنگساز
- سید مسعود شجاعی طباطبایی کاریکاتوریست و گرافیست
- شفیع آقامحمدیان کارگردان و فیلم‌نامه‌نویس
- علی سلیمانی بازیگر و مجری
- علیرضا قزوه نویسنده و شاعر
- علی‌محمد مؤدب شاعر و نویسنده
- فاضل نظری شاعر
- فرهاد قائمیان بازیگر
- کریم قربانی موسیقی‌دان
- کیوان علی‌محمدی کارگردان
- ماشاالله وروایی بازیگر
- محسن آقاعلی‌اکبری تهیه‌کننده
- محمدمهدی سیار شاعر و ترانه‌سرا
- مرتضی امیری اسفندقه شاعر
- مسعود نجابتی مدیر هنری و خوشنویس
- منیژه آرمین داستان‌نویس و روان‌شناس
- مهدی کلهر مشاور رسانه‌ای
- میلاد عرفان‌پور شاعر
- هوشنگ توکلی بازیگر
- هوشنگ جاوید موسیقی‌دان
- باقر یکتا بازیگر تاتر و سینما

#### ورزشکاران
- علی پروین سرمربی سابق تیم ملی فوتبال[۴۹]
- پرویز مظلومی فوتبالیست سابق[۵۰]
- حسین رضازاده ملی‌پوش سابق تیم ملی وزنه‌برداری[۵۱]
- محمود خوردبین فوتبالیست سابق
- مصطفی کارخانه سرمربی سابق تیم ملی والیبال
- ابراهیم شکوری فوتبالیست سابق
- ستار همدانی فوتبالیست سابق
- زهرا کیانی ووشوکار
- نوشاد عالمیان تنیسور تیم ملی
- حسین کلانی فوتبالیست سابق
- کیمیا یزدیان طهرانی بسکتبالیست
- محمد طلایی کشتی‌گیر آزادکار سابق
- علیرضا رضایی کشتی‌گیر آزادکار سابق
- فردین معصومی کشتی‌گیر آزادکار سابق
- مجید نامجو مطلق فوتبالیست سابق
- حمید درخشان فوتبالیست سابق
- محمدرضا توپچی پهلوان زورخانه
- فاطمه چالاکی عضو تیم ملی کاراته
- ندا شهسواری تنیسور تیم ملی
- مجید افلاکی تکواندوکار

### مجموعه
- مؤسسه اقتصاد مقاومتی[۵۲]
- مدیران کانون پرورش فکری کودکان و نوجوانان کشور[۵۳]
- ۳۰۰ نماینده ادوار مجلس شورای اسلامی[۵۴]
- اتحادیه جامعه اسلامی دانشجویان
- پویش ملی فناوری‌های دانش بنیان[۵۵]
- جمعیت اصلاح اسلامی[۵۶]
- ستاد مردمی صلح[۵۷]
- شورای وحدت[۵۸]
- ۵ هزار نفر از استادان و اعضای هیئت علمی دانشگاه‌ها[۵۹]
- اعضای مجمع نمایندگان گیلان، کرمانشاه و آذربایجان‌غربی[۶۰]
- جمعیت رویش‌های انقلاب اسلامی[۶۱]
- ۱۰۰ اقتصاددان با محوریت الیاس نادران و محمدهادی زاهدی‌وفا[۶۲]
- فراکسیون اهل سنت مجلس[۶۳]
- پویش کارکنان صنعت نفت[۶۴]
- ۵ هزار و ۷۰۰ نفر از اعضای خانواده شهدا[۶۵]
- دانشگاهیان دانشگاه علامه طباطبایی[۶۶]
- جامعه اسلامی کارمندان[۶۷]
- کارگران عدالت‌خواه ایران[۶۸]

### رسانه
- تسنیم وابسته به سپاه پاسداران
- خبرگزاری فارس وابسته به سپاه پاسداران
- روزنامه کیهان محافظه‌کار
- روزنامه رسالت وابسته به جامعه روحانیت مبارز
- مشرق‌نیوز وابسته به گروه‌های تندرو اصولگرا
- خبرگزاری میزان خبرگزاری رسمی قوهٔ قضاییهٔ ایران
- الف
- صراط نیوز
- خبرگزاری رسا
- روزنامه جوان آنلاین
- جام جم
- روزنامه کلید
- افسران جوان
- انقلاب نیوز
- جبهه متحد اصولگرایان
- پایگاه اطلاع‌رسانی رجا وابسته به جبهه پایداری
- وطن امروز وابسته به جبهه یکتا
- خبرگزاری بسیج
- پایگاه شهدای ایران
- پایگاه فتن
- عصرامروز
- قدس آنلاین
- بی‌باک نیوز
- نجوا نیوز
- خیبر نیوز

## حواشی

### تهدید فعالان رسانه‌ای
بر پایه گزارش شماری از خبرنگاران ایرانی و فعالان مدنی، قوه قضاییه ایران دربارهٔ اظهارنظرهای انتخاباتی به آن‌ها هشدار داده‌است. همچنین پلیس امنیت، پلیس فتا و اطلاعات سپاه نهادهای دیگری هستند که گفته شده در این زمینه هشدار داده‌اند.
سازمان اطلاعات سپاه پاسداران با شماری از فعالان رسانه‌ای تماس گرفته و از آن‌ها خواسته‌است که مطلبی در نقد ابراهیم رئیسی (که از اعضای «هیئت مرگ» در اعدام‌های ۱۳۶۷ بود) منتشر نکنند وگرنه برایشان مشکل‌ساز خواهد شد. تهدیدها از روز ۲۵ اردیبهشت همان روز ثبت نام رئیسی برای کاندیداتوری در انتخابات شروع شده‌است.
در روز جمعه ۷ خرداد ۱۴۰۰ حسین اشتری در جلسه ویژه مسئولان هیئت‌های مذهبی و مداحان، «هنجارشکنان انتخاباتی و کسانی که مردم را به عدم شرکت در انتخابات دعوت می‌کنند» را به برخورد پلیس و دستگاه قضائی تهدید کرد. روز چهارشنبه ۵ خرداد ۱۴۰۰ سخنگوی سپاه پاسداران، رمضان شریف، فعالان رسانه‌ها را هشدار داد و تهدید کرد که با گزارش مشکلات کشور «تیشه به ریشه نظام» نزنند.

### اعتراض نهادهای مدنی به عملکرد وی در قوه قضائیه
پیش از این عملکرد ابراهیم رئیسی به عنوان رئیس قوه قضاییه ایران مورد اعتراض و مخالفت بسیاری از نهادهای حقوق بشری و سازمان‌های بین‌المللی و داخلی قرار گرفت. اعمال مجازات حبس‌های طولانی مدت برای برخی اعضای کانون نویسندگان ایران، آنهم در زمان شدت گرفتن همه‌گیری کرونا در کشور از نمونه‌های دیگر اقدامات قوه قضاییه علیه فعالان فرهنگی‌ست که در چند سال اخیر بی‌سابقه بوده‌است. فشارهای قضایی و امنیتی بر فعالان مدنی در استان‌های مرزی کشور نیز در دوران ریاست ابراهیم رئیسی در قوه قضاییه به شکل قابل ملاحظه‌ای افزایش یافت. تشدید برخوردهای قضایی و امنیتی با بازداشت‌شدگان اعتراضات آبان ۱۳۹۸ و معترضان به سرنگونی هواپیمایی بین‌المللی اوکراین به دست سپاه پاسداران انقلاب اسلامی و روند ناعادلانه و غیر شفاف در محاکمه فوری این افراد، از دیگر نمونه‌های مواجهه دستگاه قضای کشور به ریاست ابراهیم رئیسی‌ست، در شرایطی که هنوز هیچ اطلاع دقیقی از رسیدگی قضایی به اصل این جنایات در دست نیست. اقدامات متعدد دستگاه قضایی در خصوص اجرای احکام حبس یا صدور قرار قضایی نامتعارف در خصوص وکلای مستقل در ایران نیز از جمله موارد بارز رفتارهای غیرقانونی مقامات قوه قضاییه در دوران ریاست ابراهیم رئیسی در این قوه است؛ صدور قرار قضایی ممنوعیت از اشتغال به وکالت فرزانه زیلابی، وکیل سندیکای کارگران کشت و صنعت نیشکر هفت‌تپه، یا صدور حکم حبس برای محمدهادی عرفانیان کاسب، وکیل علیرضا شیرمحمدعلی، زندانی سیاسی‌ای که خرداد ۱۳۹۸ در زندان کشته شد، از نمونه‌های اخیر این‌گونه رفتارهاست. اعدام نوید افکاری، کشتی‌گیر ۲۷ ساله و از بازداشت‌شدگان اعتراضات مردمی در شیراز و روح‌الله زم، روزنامه‌نگار، دو نمونه از مهم‌ترین و بحث‌برانگیزترین اقدامات قوه قضاییه در دوران ریاست ابراهیم رئیسی بود. از سوی دیگر، قوه قضاییه تحت امر ابراهیم رئیسی در سال‌های گذشته و در امتداد روند روسای پیشین این قوه در جهت تضعیف استقلال کانون وکلای دادگستری ایران تلاش بسیاری کرده‌است؛ اعمال برخی آئین‌نامه‌ها و بخش‌نامه‌ها و دستورالعمل‌ها در دوران ریاست ابراهیم رئیسی گواهی بر این ادعاست. ۳۰ اردیبهشت سال ۱۳۹۹ بود که ابراهیم رئیسی، از ابلاغ بخش‌نامه‌ای تحت عنوان «تکریم و ارتقای منزلت، شفاف سازی قراردادهای مالی وکالت و ایجاد نظام پیشنهادهای وکلا» به واحدهای قضایی کل کشور خبر داد. بخشنامه‌ای که به زعم بسیاری از وکلای مستقل دادگستری، برخلاف عنوان خود، علیه آنها کاربرد دارد. وحید صیادی نصیری، بهنام محجوبی و ساسان نیک‌نفس نیز با حکم دادگاه انقلاب به حبس محکوم در زندان فوت کردند.

### مدرک تحصیلی
در دومین مناظره بین کاندیدای ریاست جمهوری ۱۴۰۰، محسن مهرعلیزاده خطاب به رئیسی وی را محکوم به نداشتن تحصیلات آکادمیک و عدم کارایی وی در کارهای اجرایی کرد و گفت، با شش کلاس سواد چگونه کشور را اداره خواهید کرد. از این رو بعد از پایان یافتن مناظره مذکور این موضوع در رسانه‌ها خبرساز شد و رسانه‌ها به این موضوع واکنش نشان دادند. رسانه‌های موافق و طرفدار ابراهیم رئیسی مانند فارس نیوز اقدام به انتشار مدرک تحصیلی وی کردند. این در حالی است که مدرک وی مربوط به مدرسه عالی شهید مطهری است که جزو دانشگاه قرار نمی‌گیرد. از این رو رحمت‌الله بیگدلی استاد حوزه و دانشگاه و فعال سیاسی در حساب توییتر خود خطاب به اراهیم رئیسی نوشت، شما با کدام مدرک تحصیلی و با کدام کنکور و رتبه کنکور وارد دانشگاه شده‌اید؟ لطفاً مدرک تحصیلی پایه خود (دیپلم) برای ورود به دانشگاه و مدرک شرکت در کنکور و رتبه خود در کنکور را ارائه دهید. در پاسخ به این پرسش، مدافعان ابراهیم رئیسی انتقادها از زمان طولانی تحصیل او در مقطع دکترا را که ۱۲ سال طول کشید، بی پاسخ گذاشتند اما دربارهٔ راهیابی او به مقطع دکترا و پیش از آن مقطع کارشناسی ارشد، مقرراتی را ذکر کردند که بر اساس آن تحصیلات حوزوی روحانیون منطبق با تبصره‌هایی، با مدارک دانشگاهی معادل سازی می‌شود.

### ریاست بر قوه قضائیه و کاندیدای قوه مجریه
ابراهیم رئیسی همزمان با کاندید شدن برای انتخابات ۱۴۰۰ و گرفتن کرسی قوه مجریه، بر صندلی ریاست قوه قضائیه تکیه کرده بود و تا هنگام فعالیت‌های انتخاباتی خود و دیگر نامزدان بر ریاست قوه قضائیه ادامه داد. رسانه‌ها و برخی از کاندیداها از جمله عبدالناصر همتی این عملکرد رئیسی را با توجه به گفته‌های خود روز ثبت نام مبنی بر (مقابله با فساد) را مورد نقد قرار دادند. با توجه بر وظایف قوا در جمهوری اسلامی ایران، مبارزه با فساد بر عهده قوه قضائیه است.

### تجمع بزرگ انتخاباتی در خوزستان علی‌رغم شیوع کرونا
در شبانگاه ۲۰ خرداد ۱۴۰۰، تجمع انتخاباتی بزرگ رییسی در ورزشگاه تختی اهواز برگزار شد. ویدئویی از حضور فشرده مردم در ورزشگاه تختی اهواز برای سخنرانی رئیسی در فضای مجازی بازتاب گسترده داشت. با توجه به شیوع کرونا در ایران و به خصوص وضعیت کرونایی استان خوزستان، انتقادات فراوانی دربارهٔ این اجتماع صورت گرفت و بنظر می‌رسد این میتینگ تبلیغاتی پیامدهای خطرناکی برای مردم خواهد داست. از همین جهت حسن روحانی، رئیس‌جمهور وقت به رحمانی فضلی، وزیر کشور دستور داد با جدیت و قاطعیت هر چه تمام‌تر نسبت به ارائه هشدارها و اخطارهای لازم اقدام فوری را انجام داده و با نامزدهای متخلف در این خصوص برخورد قاطع و جدی صورت گیرد و اقدامات انجام شده به مردم اطلاع‌رسانی شود.

### تبلیغات و نصب بنر شهرداری مشهد
در پی تبلیغات و نصب بنر حمایت از ابراهیم رئیسی توسط شهرداری مشهد در سطح شهر، رئیس ستاد عبدالناصر همتی در خراسان رضوی طی نامه‌ای به فرماندار مشهد نسبت به نقض قوانین انتخابات به نفع یک کاندیدای دیگر اعتراض کرد.

### استفاده از خانه‌های مصادره‌ای
در حالی که سید ابراهیم رئیسی از همان روز ثبت نام در انتخابات ریاست جمهوری و در طول ماه خرداد بارها اعلام کرده بود که ستاد انتخاباتی نخواهد داشت و مردم با شعار هر خانه یک ستاد به او کمک کنند، در سه روز مانده به رای‌گیری، تصاویر متعددی از خانه و ساختمان‌های مصادره‌ای متعلق به ستاد اجرایی فرمان امام و بنیاد مستضعفان به عنوان ستاد انتخاباتی ابراهیم رئیسی منتشر شد. یکی از این خانه‌ها متعلق به احمد شاملو است.